# 핀란드 노동자당 창당대회

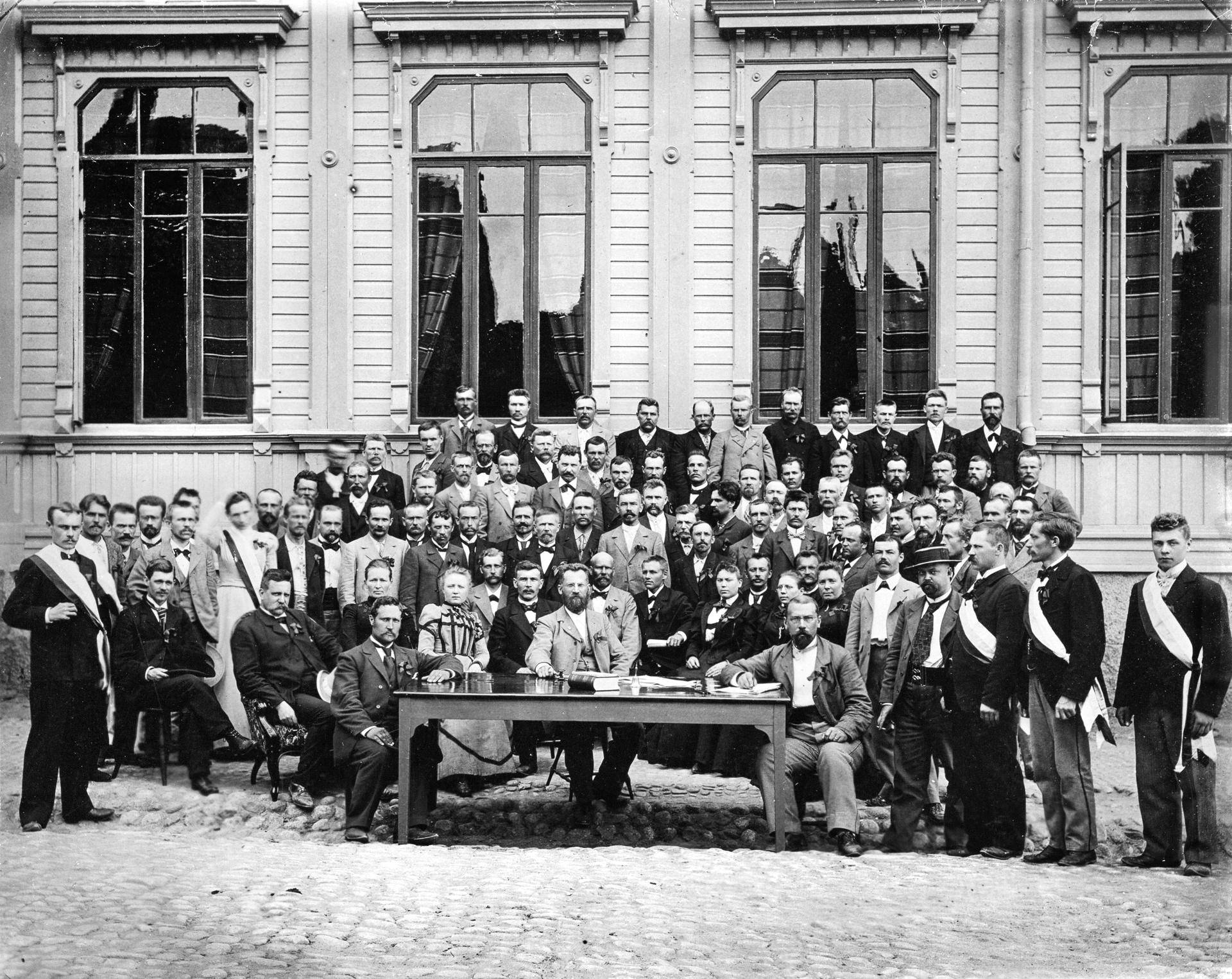

핀란드 노동자당 창당대회(핀란드어: Suomen Työväenpuolueen perustava kokous 수오멘 튀외배엔푸올루엔 페루스타바 코코우스[*])는 1899년 7월 17일에서 20일까지 투르쿠에서 열렸다. 각 지역의 노동자협회 대표자들이 투르쿠 노동자회관에 모여 핀란드 노동자당의 창당을 결의했으며, 이것이 현재의 핀란드 사회민주당의 전신이 된다. 4년 뒤의 포르사 대회와 함께 핀란드 노동운동사에서 전환적 사건으로 평가받는다. 이 창당대회에서 급진적 노동계급이 시혜적 부르주아들을 밀어내고 노동운동의 헤게모니를 확실히 잡았으며, 그 이념적 지향점이 사회주의임을 확실히 했다.:1–4 또한 광범한 산하기구와 당헌을 제정함으로써 핀란드 최초의 제대로 된 근대적 정당을 세웠으며, 인구 중 다수 집단을 대변할 수 있는 완전히 새로운 정당이 탄생했다. 투르쿠 대회(핀란드어: Turun kokous 투룬 코코우스[*])라고도 한다.

## 배경
투르쿠 대회 이전까지 핀란드의 노동운동은 소위 브리크트식 노동운동이 대세였다. 브리크트식 노동운동은 자유주의적 자본가들이 시혜적으로 노동자들의 복지를 보살펴주는 것이었고, 노동자 당사자들은 그 과정에 거의 참여하지 못했다. 그러던 것이 1890년대에 전국 각지에서 노동조합들이 결성되고, 이 노조원들이 브리크트 노선의 노동자협회들을 장악해가기 시작한다. 투르쿠 대회는 이 과정의 결산으로써, 부르주아 주도 노동운동과의 단절임과 동시에 노동자 스스로 참여하는 노동운동으로의 전환을 의미했다. 노동자당의 창당은 노동자들의 급진화와 사회주의 이념의 확산에 기인했다. 투르쿠 대회는 사회주의 정당의 첫 번째 대회이자 동시에 정당 창당 이전의 세 차례의 노동자 총회 중 마지막이었는데, 브리크트식 노동운동의 영수였던 빅토르 율리우스 폰 브리크트는 1896년 탐페레에서 열렸던 두 번째 총회에서 이미 배제되었다. 그리고 1899년 투르쿠 대회에서 청년 핀란드당 계열을 비롯한 다른 자유주의 부르주아들도 모두 노동운동과 결별하게 된다.:1–4
대회 장소를 투르쿠로 정한 것은, 당시 헬싱키는 공상적 사회주의자 마티 쿠리카의 동조자들이 우세했기에 그 영향력을 배제시키기 위함이었다. 당시 『튀외미에스』 주필이었던 쿠리카는 예측불가능한 성향 탓에 그 동조자 이외의 노동운동가들에게 인망을 잃고 있었다.:44–45

## 진행
투르쿠 대회에는 전국의 34개 노동자협회에서 총 85명이 참석했다. 그 중 대표적인 면면으로 닐스 로베르트 아브 우르신, 마티 쿠리카, 아우쿠스티 베른하르드 매켈래, 레이노 드록킬라, 이다 아흘스테트, 세트 헤이킬래, 쾨시 코스키넨, 위리외 매켈린, 에투 살린, 타비 타이니오 등이 있었다. 또한 핀란드 노동자대표단에서 헤르만 잉그만, 아타미 헤르마니 카르보넨, 오스카르 그룬드스트룀 등이 참석했고, 언론인 율리우스 륄뤼 같은 부르주아들도 몇 명 참석했다. 그리고 10여 년 전에 먼저 창당된 스웨덴 사회민주노동당의 햘마르 브란팅이 초청을 받고 왔다.:9–11.
열띤 토론 이후 정당 창당 여부에 관한 투표가 개시되었다. 결과는 찬성 55대 반대 3으로 찬성의 압승이었다. 이후 륄뤼가 제안한 대로 당을 꾸릴 것인지에 관한 투표가 있었는데, 륄뤼는 불과 5표만 받았고 새로 위원회를 선출하자는 쪽이 53표로 압승했다. 중앙당사 위치로는 투르쿠가 큰 지지를 받으며 낙점되었다. 투표들이 끝난 뒤 헬싱키에 소재한 노동자대표단을 철폐하고 그것을 대체할 노총을 세우기로 결의되었다.:44–45.

## 강령
투르쿠에서 창당된 핀란드 노동자당의 첫 강령은 그렇게 사회주의적이지는 않았고 온건한 편이었다. 계급투쟁을 강조하기보다는, 당시 러시아의 동화정책으로 인해 위협받고 있는 국민성 수호와 보통선거를 비롯한 정치제도 민주화가 우선적으로 제시되었다. 그 뒤 8시간 노동제, 최저임금, 노동법 입법, 보험 등 노동권 관련 내용이 배치되었다. 당은 사회민주주의를 공식 표방하지는 않았다. 아직 촌락 지역에서는 사회주의가 무엇인지 알려지지도 않았고, 원로원이 무어라 트집을 잡을지 우려해서였다. 또한 이것은 노동조합들과 정당 사이의 관계 설정의 문제이기도 했다. 1899년 당시 이 관계는 핀란드 뿐 아니라 유럽 본토 선진국들에서도 제대로 정립되지 않은 상태였다. 하지만 강령에만 포함되지 않았을 뿐 대회 중에는 상당히 강경한 계급투쟁적 수사들이 사용되었고, 마르크스주의 선언도 이루어졌다.:1-4. 투르쿠 대회에서 채택된 강령은 13조로 이루어져 있었으며 그 내용은 다음과 같다.
1. 연령 21세 이상의 모든 핀란드 시민들에게 보통하고 평등한 선거권 부여
2. 의회에 입법권과 과세권 부여
3. 집회, 결사, 표현, 출판의 완전한 자유
4. 국가 및 지방 공무원의 8시간 노동과 최저임금
5. 모든 교육기관에서 무상의무교육 실시
6. 군역 감축과 평화 증진
7. 완전한 양성평등
8. 금주
9. 노동안전법 입법
10. 소득세와 상속세의 점진적 증세 및 모든 간접세의 철폐
11. 국영노동보험
12. 법조 및 의료 용역의 무료화
13. 토지 비소유 인구와 소농의 지위 향상

## 지도부

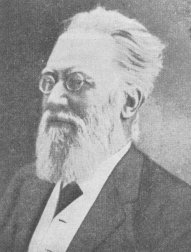
핀란드 노동자당 초대 주석으로 선출된 닐스 로베르트 아브 우르신.

투르쿠 노동자협회 주석이었던 철학박사 닐스 로베르트 아브 우르신이 핀란드 노동자당의 초대 당주석으로 선출되어 1900년 1월까지 그 직을 유지했다. 투르쿠의 교사 유호 퀴외스티 카리가 당서기로 선출되었다. 이 둘을 포함해 총 17명이 제1기 집행부로 선출되었다. 매켈래와 살린도 선출되었으나 고사했다.:101 노동조합운동과 정당정치운동 사이의 관계가 문제였는데, 우르신을 비롯한 지도부는 선거권 문제 같은 국가적 문제에 당의 역량이 집중되어야 하며 노동운동의 이념적 사령탑은 정당이 되어야 한다고 주장했다. 반면 제화공노조의 지도자였던 살린은 임금인상을 비롯한 노동계급투쟁에 집중하기를 원했다.:1-4
1899년 12월 말, 헬싱키의 운동가들이 따로 회동하여 투르쿠 대회에서 선출된 집행부를 비토하고 요한 아돌프 살미넨을 당주석으로 선출했다. 이에 기존 집행부는 이듬해 3월 탐페레에서 회동하였고(제1차 당대회), 투르쿠의 목수 출신의 카를 프레드릭 헬스텐을 차기 주석으로 선출했다. 헬스텐은 1903년 포르사 당대회 때까지 그 직을 유지했다. 하지만 이 분열은 오래 가지 않았고, 핀란드 노동조합이 설립된 1907년이면 노선이 거의 하나로 통일되기에 이른다.:1-4
핀란드 노동자당 제1기 집행부 명단
- 닐스 로베르트 아브 우르신 - 쿠오피오 학자 출신 당주석
- 유호 퀴외스티 카리 - 투르쿠 교사 출신 당서기
- 이다 아흘스테트 - 헬싱키 침모 출신
- 레이노 드록킬라 - 헬싱키 출판공 출신
- 유호 비흐토리 헬베리 - 탐페레 출판공 출신
- 카를 프레드릭 헬스텐 - 투르쿠 목공 출신
- 에드바르드 발파스해니넨 - 헬싱키 언론인 출신
- J. H. 요키넨 - 투르쿠 제혁공 출신
- 아포 캐르망가스 - 비푸리 목공 출신
- K. A. 레이노 - 투르쿠 재단공 출신
- J. 린드스트룀 - 투르쿠 대목공 출신
- A. 마르카넨 - 코트카 재단공 출신
- 위릴외 매켈린 - 포리 제화공 출신
- A. 니에미넨 - 탐페레 미장공 출신
- M. 사리넨 - 투르쿠 하녀 출신
- 요한 아돌프 살미넨 - 투르쿠 출판공 출신
- 타비 타이니오 - 투르쿠 언론인 출신
- 마티 부올루카 - 오울루 목공 출신